# Xylopia involucrata
Xylopia involucrata är en kirimojaväxtart som beskrevs av M. C. Dias och Kin.-gouv. Xylopia involucrata ingår i släktet Xylopia och familjen kirimojaväxter. Inga underarter finns listade i Catalogue of Life.